# Закарі Пейн
Закарі Пейн (англ. Zachary Payne, 18 листопада 1993) — новозеландський плавець.
Учасник Олімпійських Ігор 2012 року, де в попередніх запливах на дистанції 50 метрів вільним стилем посів 42-ге місце і не потрапив до півфіналів.